# DIN 43880
Die DIN-Norm DIN 43880 mit dem Titel „Installationseinbaugeräte – Hüllmaße und zugehörige Einbaumaße“ befasst sich mit den Abmessungen von Komponenten und Gehäusen für die Elektroinstallation.

## Anwendung
Betroffen von der Norm sind vor allem geschlossene Verteilergehäuse wie Schaltschränke, Rangierverteiler und Kleinverteiler, die mit sogenannten Hutschienen oder Sammelschienen ausgestattet sind, sowie die Geräte (oft als Reiheneinbaugeräte bezeichnet), die für den Einbau in solche Gehäuse vorgesehen sind.
Beispiele für betroffene Geräte:
- Leitungsschutzschalter
- D- und D0-Sicherungsaufnahmen
- Fehlerstrom-Schutzschalter
- Schütze
- Schaltuhren

## Inhalt der Norm
Bestandteil sind:
- Teilungseinheiten und deren Maße
- Hüllmaße und Einbaumaße der Geräte
- Definition von sechs verschiedenen Baugrößen
- Maße der erforderlichen Schutzabdeckungen und Sicherheitsabstände
- Beschreibung der Maße und Freiräume für Betätigungsorgane wie
  - Schalter
  - Taster
- Bevorzugte Nennstrombereiche für verschiedene Baugrößen